# Poeltinula
Poeltinula is een geslacht van korstmossen dat behoort tot de orde Rhizocarpales van de ascomyceten. 

## Soorten
Volgens Index Fungorum telt het geslacht twee soorten (peildatum februari 2023):
| Soortnaam               | Auteur(s)       | Publicatiejaar |
| ----------------------- | --------------- | -------------- |
| Poeltinula cerebrina    | (DC.) Hafellner | 1984           |
| Poeltinula cerebrinella | (Nyl.) Øvstedal | 2001           |